# Kathleen Nunneley
Kathleen Mary Nunneley (ur. 16 września 1872 w Little Bowden, zm. 28 września 1956 w Wellington) – tenisistka nowozelandzka pochodzenia brytyjskiego, pionierka tenisa kobiecego w Nowej Zelandii.
Była córką Johna Alexandra Nunneleya, prowadzącego handel artykułami kolonialnymi, i Kate Young. Od młodości z powodzeniem uprawiała tenis. W 1891 wygrała turniej w Brighton, rozgrywany systemem handicapowym (z obciążeniami punktowymi dla lepszych graczy). W 1893 odniosła kilka zwycięstw turniejowych – w Liverpoolu, Leicester, Nottingham, Northampton i Wellingborough. Pokonała m.in. aktualną mistrzynię Wimbledonu Blanche Hillyard. Jej samej nie było jednak dane nigdy zagrać na wimbledońskich trawnikach – po samobójstwie ojca w 1893 rok później emigrowała do Nowej Zelandii, razem z matką i rodzeństwem (trzema braćmi i siostrą).
Nunneley przybyła do Wellington w grudniu 1894. Kontynuowała występy tenisowe w klubie Thorndon Lawn Tennis Club, w grudniu 1895 wystąpiła po raz pierwszy w turnieju mistrzowskim rozgrywanym pod auspicjami nowozelandzkiej federacji. Wygrała zarówno w grze pojedynczej, jak i podwójnej, co zaowocowało powołaniem do reprezentacji Nowej Zelandii na mistrzostwa Nowej Południowej Walii. Również w tych mistrzostwach okazała się najlepsza, wygrywając grę pojedynczą kobiet i rozgrywany systemem handicapowym turniej wspólny dla mężczyzn i kobiet. Nunneley, znana z silnego uderzenia forhendowego i zaangażowania w walkę na korcie, chętnie uczestniczyła w takich turniejach, często także trenowała z mężczyznami. Kobiety występowały w tym czasie na korcie w długich spódnicach, z nakryciem głowy, co nie ułatwiało rywalizacji.
Jej dynamiczny styl gry przyczynił się do rozwoju tenisa kobiecego w Nowej Zelandii. W latach 1895–1907 pozostawała niepokonana w krajowych mistrzostwach, sięgając po 13 tytułów w grze pojedynczej. W deblu triumfowała 10 razy, w mikście 9, dwukrotnie mając za partnera znanego z wimbledońskich sukcesów Tony’ego Wildinga. W 1909 była liderką reprezentacji nowozelandzkiej, która zaliczyła serię udanych występów w Nowej Południowej Walii. Pod koniec I wojny światowej odwiedziła Anglię; po powrocie, widząc dalszy rozwój światowego tenisa, któremu ze względu na wiek nie była już w stanie sprostać, zawiesiła starty. Nie zerwała jednak kontaktów z ulubioną dyscypliną. Swoje trofea ofiarowała krajowej federacji, które ta w 1928 przeznaczyła na specjalną przechodnią nagrodę, tzw. szkatułę Nunneley (Nunneley Casket), w drużynowych rozgrywkach kobiecych między prowincjami. Nunneley była częstym gościem krajowych turniejów, wspierała młodzież radami, w podeszłym wieku była również dwukrotnie obecna na kortach Wimbledonu (1949, 1953). Otoczona szacunkiem, odebrała honorowe członkostwo federacji tenisowej Nowej Zelandii, lokalnego związku w Wellington, a także swojego pierwszego klubu na ziemi nowozelandzkiej, Thorndon.
Poza tenisem przez wiele lat pracowała jako bibliotekarka; z biblioteki publicznej w Wellington odeszła na emeryturę w 1935. Nie założyła rodziny.